# Colombier-le-Cardinal
Colombier-le-Cardinal là một xã ở tỉnh Ardèche, vùng Auvergne-Rhône-Alpes ở đông nam nước Pháp.